# Hoffmannius coahuilae
Bọ cạp sọc đuôi nhỏ (Danh pháp khoa học: Hoffmannius coahuilae) là một loài bọ cạp cỡ nhỏ (35-55mm) được tìm thấy ở phía Nam của Hoa Kỳ.
Nó nguyên là thành viên của chi "eusthenura" một nhóm của chi Vaejovis (bao gồm các loài ở Mỹ như V. spinigerus, V. waueri, V. globosus, V.confusus, và V. puritanus). 

## Đặc điểm
Nó được tìm thấy ở Mexico, các bang khác của Hoa Kỳ như Arizona, New Mexico và Texas. Môi trường sống của nó rất đa dạng từ vùng sa mạc cho đến đồng cỏ rồi tới những dãy núi đá cao tới 7000 ft hoặc hơn. Cú đốt của nó khá độc và gây cảm giác đau đớn cho con người sau từ 15 đến 30 phút và chúng cũng được bắt để lấy nọc. Con đực có chiều dài khoảng 35mm trong khi đó con cái có chiều dài khoảng từ 40-45mm nhưng cả hai giới hiếm khi vượt quá 55 mm.